# Henock Abrahamsson
Henock Andreas Abrahamsson, född 29 oktober 1909 i Lundby församling, Göteborgs och Bohus län, död 23 april 1958 i Brämaregårdens kyrkobokföringsdistrikt, Göteborg, var en svensk fotbollsmålvakt som spelade för IFK Göteborg och Gårda BK på 1920- och 1930-talet. Han spelade i alla Sveriges tre matcher i VM 1938.